# 閔心鏡
閔心鏡（？—？），字非臺，號符婁，浙江湖州府烏程縣人，軍籍，明朝政治人物。

## 生平
萬曆四十三年（1615年）乙卯科應天鄉試舉人，天啟二年（1622年）壬戌科進士。礼部观政，初授当涂县知县，三年调昆山县，五年调孝感县，六年調諸城县，七年改任顺天府教授，崇祯元年升国子监助教，擢礼部精膳司主事，三年升礼部主客司员外郎，升精膳司郎中，升山东佥事、五年九月升山东右参议，六年升湖广副使，七年调转陕西提学副使，十一年升福建参政。

## 家族
曾祖閔关，太学生。祖父閔宜嘉，庠生。父閔純慶，庠生。